# Stig Claesson
John Stig Claesson, né le 2 juin 1928 à Stockholm et mort le 4 janvier 2008 dans la même ville, est un écrivain, artiste visuel et illustrateur suédois.

## Biographie
Stig Claesson fréquente, entre 1947 et 1952 l'Académie royale des arts de Suède à Stockholm. Après avoir reçu cette formation artistique, il commence à illustrer les textes classiques de la littérature suédoise, comme les récits historiques sur Stockholm de Per Anders Fogelström. Il signait ses dessins avec le sigle Slas.
En tant qu'auteur, il débute en 1956. Un certain nombre de ses livres sont basés sur ses voyages à l'étranger et se situent à la frontière entre le reportage et la fiction. Parmi ses œuvres les plus célèbres  on peut citer son roman En vandring i solen (Promenade au soleil, 1976), dont l'action se déroule principalement à Chypre, qui fut porté à l'écran, avec Gösta Ekman dans le rôle principal. Il a également su se faire entendre avec des œuvres décrivant des régions isolées de Suède, marquées par l'exode rural, mettant l'accent sur le conflit entre la ville et la campagne, par exemple  dans son roman Vem älskar Yngve Frej ?  (Qui aime Yngve Frej ?, 1968), traduit en plus de dix langues, et qui fut également adapté au cinéma.
En cinquante années, Stig Claesson a publié plus de 80 livres. Son œuvre a été récompensée à plusieurs reprises, notamment par le Prix littéraire du journal Svenska Dagbladet et également le Prix Selma Lagerlöf. L'université d'Uppsala lui a décerné en 1974 le titre de docteur honoris causa.
Stig Claesson meurt le 4 janvier 2008 à Stockholm, quelques mois avant son quatre-vingtième anniversaire.